# Gamblers de Houston (2022)
Ne doit pas être confondu avec Gamblers de Houston (1983).
Stade
Maillots
Les Gamblers de Houston  (en anglais : Houston Gamblers) sont une équipe professionnelle américaine de football américain basée à Houston au Texas, créée en 2021.
Elle a évolue dans la division Sud de l'United States Football League (USFL) lors des saisons 2022 et 2023 de cette ligue. Elle a joué ses matchs à domicile au Protective Stadium et au Legion Field situés à  Birmingham en Alabama en 2022, et au Simmons Bank Liberty Stadium situé à Memphis au Tennessee en 2023 .
À la suite de la fusion entre les ligues mineures, XFL et USFL le 31 décembre 2023, elle change de nom pour devenir les Roughnecks de Houston et jouer au sein de l'United Football League (UFL) dès la saison 2024.

## Histoire
Le 22 novembre 2021, à l'occasion du show The Herd with Colin Cowherd (en) sur la Fox Sports 1, le présentateur annonce officiellement que les Gamblers de Houston seront une des huit franchises à prendre part à la nouvelle compétition de l'USFL. Lors du même show en date du 6 janvier 2022, Kevin Sumlin (en), entraîneur en NCAA, est désigné aux postes de directeur général et d'entraîneur des Gamblers,. Houston est la seule ville de l'USFL à se situer à l'ouest du fleuve Mississippi et la seule ville ayant des équipes dans les compétitons professionnelles d'été de football américain (les Gamblers en USFL et les Houston Roughnecks (en) en XFL) même si les Gamblers n'ont joué aucun match à Houston de par le fonctionnement propre à l'USFL.
Houston remporte 17 à 12 le premier match de la saison 2022 joué contre les Panthers du Michigan mais perdent ensuite sept matchs consécutifs et ne se qualifient pas pour la phase finale.
En septembre 2022, la franchise engage Robert Morris en tant que directeur général et en novembre 2022, l'USFL annonce que les Gamblers joueront leurs matchs de 2023 au Simmons Bank Liberty Stadium situé à Memphis dans le Tennessee. En février 2023, Sumlin déclare qu'il va accepter un poste d'entraîneur chez les Terrapins du Maryland en NCAA. Il est remplacé au poste d'entraîneur principal par Curtis Johnson (en), assistant entraîneur des Saints de La Nouvelle-Orléans en NFL.

## Palmarès
| Saison | Entraîneur          | Saison régulière | Saison régulière | Saison régulière | Saison régulière | Saison régulière | Saison régulière | Saison régulière | Saison régulière                 | Phase finale                     |
| ------ | ------------------- | ---------------- | ---------------- | ---------------- | ---------------- | ---------------- | ---------------- | ---------------- | -------------------------------- | -------------------------------- |
| Saison | Entraîneur          | Nb               | V                | D                | N                | %                | +                | -                | Classement                       | Phase finale                     |
| 2022   | Kevin Sumlin (en)   | 10               | 3                | 7                | 0                | 30,0             | 196              | 208              | 4e division Sud                  | Non qualifié                     |
| 2023   | Curtis Johnson (en) | 10               | 5                | 5                | 0                | 50,0             | 223              | 236              | 3e division Sud                  | Non qualifié                     |
| Totaux | Totaux              | 20               | 8                | 12               | 0                | 40,0             | 419              | 444              | 0 titre, 0 match de phase finale | 0 titre, 0 match de phase finale |

## Records de franchise
| Statistique               | Joueur              | Record          | Saison |
| ------------------------- | ------------------- | --------------- | ------ |
| Yards gagnés à la passe   | Kenji Bahar (en)    | 1 506 yards     | 2023   |
| Yards gagnés à la course  | Mark Thompson       | 463 yards       | 2022   |
| Yards gagnés en réception | Isaiah Zuber (en)   | 322 yards       | 2022   |
| Bilan par entraîneur      | Curtis Johnson (en) | 5/10 victoires  | 2023   |
| Nombre de sacks           | Chris Odom (en)     | 12 ½ sacks      | 2022   |
| Nombre d'interceptions    | William Likely (en) | 4 interceptions | 2022   |